# Генрих I (герцог Каринтии)
Генрих I Младший (нем. Heinrich I; 940—5 октября 989) — герцог Каринтии (976—978, 985—989) и Баварии (983—985, под именем Генрих III), последний представитель династии Луитпольдингов. Генрих I стал первым правителем нового государственного образования в юго-восточной Германии — герцогства Великая Карантания (Каринтия).

## Биография
Генрих I был сыном Бертольда, герцога Баварии в 938—947 годах. После смерти отца молодой Генрих был отстранён от права наследования баварского престола германским королём Оттоном I, передавшим герцогство своему брату Генриху Саксонскому, который был женат на племяннице Бертольда. С этого времени начался конфликт между домом Луитпольдингов и Саксонской династией, который стал центральным моментом в истории юго-восточной Германии конца X века. Сын Генриха Саксонского, Генрих II Строптивый в 974 году поднял восстание против императора Оттона II, что привело в 976 году к разделу Баварского герцогства. От Баварии были отделены восточные марки, из которых было сформировано независимое герцогство Великая Карантания. Главой нового образования стал Генрих Младший.

Великая Карантания в конце X века

В состав нового государства вошли следующие марки:
- Карантанская (графства по верхнему течению Муры — современная федеральная земля Штирия);
- Подравская (территории вокруг городов Марибор и Птуй — восточная часть современной Словении);
- Посавская (район Целе, центральная Словения);
- Крайненская (Любляна и западная Словения);
- Истрийская (полуостров Истрия);
- Фриульская (современная область Фриули-Венеция-Джулия) и
- Веронская (часть современной области Венеция).

Ядром государства стало герцогство Каринтия (федеральная земля Каринтия и часть северной Словении).
Новое государство отличалось крайней непрочностью: во главе каждой марки, входящей в её состав стояли собственные династии, что предопределило слабость центральной власти и быстрый распад государства. Большинство населения подвластных Генриху I земель составляли словенцы, но правящий слой был, по преимуществу, немецким. Образование герцогства стало толчком к новой волне немецкой колонизации, в результате которой из северной Каринтии и северной Штирии славянское население было вытеснено. Каринтийское герцогство стало одним из крупнейших княжеств Германии, однако при Генрихе I оно не проводило самостоятельной внешней политики.
В 977 году Генрих Младший принял участие в восстании Генриха Строптивого и епископа Аугсбургского против императора (Война трёх Генрихов (977)), однако потерпел поражение и в 978 году был смещён с престола Каринтии. Новым герцогом стал Оттон Вормсский, родственник баварского герцога Оттона I из Салической династии. После смерти последнего в 982 году Генрих Младший примирился с императором и получил корону Баварии. Однако вскоре с императором заключил мир и Генрих Строптивый. В результате в 985 году Генрих Младший уступил Баварию Генриху Строптивому, а сам вернулся на престол Каринтии. Второе правление Генриха в Каринтии продолжалось недолго: в 989 году он скончался, а с его смертью угасла мужская линия династии Луитпольдингов. Каринтия была возвращена под власть Баварии.